# Jerzy Gruszka
Jerzy Gruszka (ur. 24 października 1930 w Suwałkach, zm. 20 sierpnia 1994 w Adelaide) – polski kartograf, geodeta, topograf i działacz polonijny działający na emigracji w Australii. Pułkownik Australian Army. Jego nazwiskiem nazwano australijskie jezioro Gruszka.

## Życiorys
Po wybuchu II wojny światowej i agresji ZSRR na Polskę został deportowany wraz z rodziną w głąb Związku Radzieckiego w okolice Archangielska. Po amnestii w 1941 przeniesiony do Uzbekistanu, a później do Kirgistanu. W 1942 dotarł do Pahlewi w Persji (dzisiejszy Iran), a później do obozu uchodźców w pobliżu Teheranu gdzie pozostał do 1945. Po zakończeniu II wojny światowej został przeniesiony do następnego obozu dla uchodźców, tym razem w Tanganice, gdzie przebywał w Morogoro, Kidugala, Ifunda i Tengeru.
W styczniu 1950 wyemigrował do Australii. Przez pierwsze dwa lata pobytu pracował jako robotnik fizyczny na kontraktach rządu federalnego. 1 lutego 1955 wstąpił do Korpusu Topograficzno-Kartograficznego (Royal Australian Survey Corps) armii australijskiej. Ukończył Wojskową Szkołę Kartograficzną. 14 sierpnia 1961, podczas pomiarów pustyni Gibsona, odkrył jedyne na tym obszarze pustyni jezioro słodkowodne, nazwane później jego nazwiskiem.
Po zakończeniu służby wojskowej poświęcił się aktywnej pracy wśród Polonii australijskiej. Zamieszkując w Athelstone (przedmieścia Adelaide) został powołany na stanowisko zastępcy delegata rządu RP na uchodźstwie na teren Południowej Australii z dniem 1 grudnia 1987 (podlegając jednocześnie delegatowi Andrzejowi Szczygielskiemu.
Został odznaczony Medalem Orderu Australii oraz Krzyżem Komandorskim Orderu Zasługi Rzeczypospolitej Polskiej przyznanym mu przez prezydenta Lecha Wałęsę (8 września 1993).
Był żonaty (żona Ewa z d. Pacak), miał troje dzieci.